# Liste umbenannter Gemeinden in Belgien
In der Liste umbenannter Gemeinden in Belgien werden die Gemeinden Belgiens gelistet, die während ihrer Existenz umbenannt wurden.
Die Gemeinden werden nach Regionen geordnet in der Reihenfolge des Alphabets gelistet. Umbenennungen mit einer gleichzeitigen Änderung des Gemeindegebiets durch einen Zusammenschluss werden nicht berücksichtigt.

## Region Brüssel-Hauptstadt
| Name der Gemeinde                           | Datum             | vorheriger Name        | Anmerkungen                                                                                   |
| ------------------------------------------- | ----------------- | ---------------------- | --------------------------------------------------------------------------------------------- |
| Auderghem/Oudergem                          | 1. September 1963 | Oudergem               | Diese Gemeinden erhielten einen Doppelnamen mit dem französischen Namen an der ersten Stelle. |
| Berchem-Sainte-Agathe/Sint-Agatha-Berchem   | 1. September 1963 | Sint-Agatha-Berchem    | Diese Gemeinden erhielten einen Doppelnamen mit dem französischen Namen an der ersten Stelle. |
| Bruxelles/Brussel                           | 1. September 1963 | Brussel                | Diese Gemeinden erhielten einen Doppelnamen mit dem französischen Namen an der ersten Stelle. |
| Forest/Vorst                                | 1. September 1963 | Vorst                  | Diese Gemeinden erhielten einen Doppelnamen mit dem französischen Namen an der ersten Stelle. |
| Ixelles/Elsene                              | 1. September 1963 | Elsene                 | Diese Gemeinden erhielten einen Doppelnamen mit dem französischen Namen an der ersten Stelle. |
| Molenbeek-Saint-Jean/Sint-Jans-Molenbeek    | 1. September 1963 | Sint-Jans-Molenbeek    | Diese Gemeinden erhielten einen Doppelnamen mit dem französischen Namen an der ersten Stelle. |
| Saint-Gilles/Sint-Gillis                    | 1. September 1963 | Sint-Gillis            | Diese Gemeinden erhielten einen Doppelnamen mit dem französischen Namen an der ersten Stelle. |
| Saint-Josse-ten-Noode/Sint-Joost-ten-Node   | 1. September 1963 | Sint-Joost-ten-Node    | Diese Gemeinden erhielten einen Doppelnamen mit dem französischen Namen an der ersten Stelle. |
| Schaerbeek/Schaarbeek                       | 1. September 1963 | Schaarbeek             | Diese Gemeinden erhielten einen Doppelnamen mit dem französischen Namen an der ersten Stelle. |
| Uccle/Ukkel                                 | 1. September 1963 | Ukkel                  | Diese Gemeinden erhielten einen Doppelnamen mit dem französischen Namen an der ersten Stelle. |
| Watermael-Boitsfort/Watermaal-Bosvoorde     | 1. September 1963 | Watermaal-Bosvoorde    | Diese Gemeinden erhielten einen Doppelnamen mit dem französischen Namen an der ersten Stelle. |
| Woluwe-Saint-Lambert/Sint-Lambrechts-Woluwe | 1. September 1963 | Sint-Lambrechts-Woluwe | Diese Gemeinden erhielten einen Doppelnamen mit dem französischen Namen an der ersten Stelle. |
| Woluwe-Saint-Pierre/Sint-Pieters-Woluwe     | 1. September 1963 | Sint-Pieters-Woluwe    | Diese Gemeinden erhielten einen Doppelnamen mit dem französischen Namen an der ersten Stelle. |

## Region Flandern
| Name der Gemeinde      | Datum              | vorheriger Name      | Anmerkungen                                                                                                  |
| ---------------------- | ------------------ | -------------------- | --- |
| Affligem               | 20. September 1980 | Hekelgem             | |
| Bever                  | 1. September 1963  | Biévène              | |
| Dilsen-Stokkem         | 24. Oktober 1987   | Dilsen               | |
| Everbeek               | 1. September 1963  | Everbecq             | Die Gemeinde Everbeek wurde am 17. November 1977 in die Gemeinde Brakel eingegliedert.                       |
| Glabbeek               | 20. September 1980 | Glabbeek-Zuurbemde   | |
| Leopoldsburg           | 14. Juni 1932      | Bourg-Léopold        | |
| Malle                  | 30. Juni 1979      | Westmalle            | |
| Moelingen              | 1. September 1963  | Mouland              | Die Gemeinde Moelingen wurde am 1. Januar 1977 in die Gemeinde Voeren eingegliedert.                         |
| Petegem-aan-de-Leie    | 1. September 1963  | Petegem              | Die Gemeinde Petegem-aan-de-Leie wurde am 4. März 1971 in die Gemeinde Deinze eingegliedert.                 |
| Petegem-aan-de-Schelde | 1. September 1963  | Petegem              | Die Gemeinde Petegem-aan-de-Schelde wurde am 1. Oktober 1971 in die Gemeinde Wortegem-Petegem eingegliedert. |
| ’s-Gravenvoeren        | 1. September 1963  | Fouron-le-Comte      | Die Gemeinde ’s-Gravenvoeren wurde am 1. Januar 1977 in die Gemeinde Voeren eingegliedert.                   |
| Remersdaal             | 1. September 1963  | Rémersdael           | Die Gemeinde Remersdaal wurde am 1. Januar 1977 in die Gemeinde Voeren eingegliedert.                        |
| Sint-Martens-Voeren    | 1. September 1963  | Fouron-Saint-Martin  | Die Gemeinde Sint-Martens-Voeren wurde am 1. Januar 1977 in die Gemeinde Voeren eingegliedert.               |
| Sint-Pieters-Kapelle   | 1. September 1963  | Saint-Pierre-Capelle | Die Gemeinde Sint-Pieters-Kapelle wurde am 28. April 1977 in die Gemeinde Herne eingegliedert.               |
| Sint-Pieters-Voeren    | 1. September 1963  | Fouron-Saint-Pierre  | Die Gemeinde Sint-Pieters-Voeren wurde am 1. Januar 1977 in die Gemeinde Voeren eingegliedert.               |

## Region Wallonien
| Name der Gemeinde       | Datum             | vorheriger Name     | Anmerkungen |
| ----------------------- | ----------------- | ------------------- | --- |
| Bas-Warneton            | 1. September 1963 | Neerwaasten         | Die Gemeinde Bas-Warneton wurde am 1. Januar 1977 in die Gemeinde Comines eingegliedert. |
| Bierghes                | 1. September 1963 | Bierk               | Die Gemeinde Bierghes wurde am 1. Januar 1977 in die Gemeinde Rebecq eingegliedert. |
| Clermont-sous-Huy       | 1. September 1972 | Clermont            | Die Gemeinde Clermont-sous-Huy wurde am 1. Januar 1977 in die Gemeinde Engis eingegliedert. |
| Comines                 | 1. September 1963 | Komen               | Der Name der Gemeinde Comines wurde am 17. Juli 1982 in Comines-Warneton geändert. |
| Comines-Warneton        | 17. Juli 1982     | Comines             | |
| Dottignies              | 1. September 1963 | Dottenijs           | Die Gemeinde Dottignies wurde am 1. Januar 1977 in die Gemeinde Mouscron eingegliedert. |
| Fosses-la-Ville         | 1. September 1963 | Fosse               | |
| Gembloux                | 1. Januar 1980    | Gembloux-sur-Orneau | |
| Herseaux                | 1. September 1963 | Herzeeuw            | Die Gemeinde Herseaux wurde am 1. Januar 1977 in die Gemeinde Mouscron eingegliedert. |
| Houthem                 | 1. September 1963 | Houtem              | Die Gemeinde Houthem wurde am 1. Januar 1977 in die Gemeinde Comines eingegliedert. |
| Ivoz-Ramet              | 1. September 1963 | Ramet               | Die Gemeinde Ivoz-Ramet wurde am 1. Januar 1977 in die Gemeinde Flémalle eingegliedert. |
| Jupille-sur-Meuse       | 1. September 1963 | Jupille             | Die Gemeinde Jupille-sur-Meuse wurde am 1. Januar 1977 in die Stadt Liège eingegliedert. |
| Kalmis                  | 1. Juli 1925      | Neutral-Moresnet    | Neutral-Moresnet war von Juni 1816 bis zum Januar 1920 ein neutrales Gebiet. Vom 20. Januar 1920 bis zum 30. Juni 1925 gehörte es zum Gouvernement Eupen-Malmedy. Vom 18. Mai 1940 bis zum 11. September 1944 gehörte die Gemeinde zum Deutschen Reich. Der Name der Gemeinde Kalmis wurde 1972 in Kelmis geändert. |
| Kelmis                  | 1. September 1972 | Kalmis              | |
| L’Écluse                | 1. September 1963 | Sluizen             | Die Gemeinde L’Écluse wurde am 1. Januar 1977 in die Gemeinde Beauvechain eingegliedert. |
| Le Rœulx                | 1. September 1972 | Rœulx               | |
| Mévergnies-lez-Lens     | 1. September 1972 | Mévergnies          | Die Gemeinde Mévergnies-lez-Lens wurde am 1. Januar 1977 in die Gemeinde Brugelette eingegliedert. |
| Monceau-en-Ardenne      | 1. September 1963 | Moncau              | Die Gemeinde Monceau-en-Ardenne wurde am 28. Februar 1977 in die Gemeinde Bièvre eingegliedert. |
| Mons-lez-Liège          | 1. September 1972 | Mons                | Die Gemeinde Mons-lez-Liège wurde am 1. Januar 1977 in die Gemeinde Flémalle eingegliedert. |
| Morlanwelz-Mariemont    | 1. September 1963 | Morlanwelz          | Die Gemeinde Morlanwelz-Mariemont wurde am 1. Januar 1977 in die neue Gemeinde Morlanwelz eingegliedert. |
| Oignies-en-Thiérache    | 1. September 1963 | Oignies             | Die Gemeinde Oignies-en-Thiérache wurde am 1. Januar 1977 in die Gemeinde Viroinval eingegliedert. |
| Russeignies             | 1. September 1963 | Rozenaken           | Die Gemeinde Russeignies wurde am 1. Januar 1977 in die Gemeinde Mont-de-l’Enclus eingegliedert. |
| Sainte-Marie-Chevigny   | 1. September 1963 | Sainte-Marie        | Die Gemeinde Sainte-Marie-Chevigny wurde am 1. Januar 1977 in die Gemeinde Libramont-Chevigny eingegliedert. |
| Saintes                 | 1. September 1963 | Sint-Renelde        | Die Gemeinde Saintes wurde am 1. Januar 1977 in die Gemeinde Tubize eingegliedert. |
| Saint-Georges-sur-Meuse | 1. September 1972 | Saint-Georges       | |
| Sambreville             | 4. Juli 1978      | Basse-Sambra        | |
| Waimes                  | 1. Juli 1925      | Weismes             | Weismes gehörte bis zum 20. Januar 1920 zum Deutschen Reich. Vom 20. Januar 1920 bis zum 30. Juni 1925 gehörte es zum Gouvernement Eupen-Malmedy. Vom 18. Mai 1940 bis zum 11. September 1944 gehörte die Gemeinde unter dem Namen Weismes wieder zum Deutschen Reich.                                              |
| Warneton                | 1. September 1963 | Waasten             | Die Gemeinde Warneton wurde am 1. Januar 1977 in die Gemeinde Comines eingegliedert. |
| Zétrud-Lumay            | 1. September 1963 | Zittert-Lummen      | Die Gemeinde Zétrud-Lumay wurde am 1. Januar 1977 in die Gemeinde Jodoigne eingegliedert. |